# Glándulas uretrales
Las glándulas uretrales (del latín glandulae urethrales urethrae masculinae) o periuretrales (también llamadas glándulas de Littre por el médico y anatomista francés Alexis Littré, o glándulas de Morgagni por Giovanni Battista Morgagni) son glándulas que se desprenden de la pared de la uretra de los mamíferos macho. Estas glándulas son responsables de generar mucosa que protege y lubrica las paredes de la uretra y que también se incorporan en el semen. Suelen ser más numerosas en la parte de la uretra que atraviesa por el pene.
Estudios del 2010 en la Clínica Urólogica de la Universidad de Cagliari a partir de las muestras de 4 pacientes sugieren que estas glándulas también secretan el neuropéptido oxitocina. Durante la eyaculación, se añade al semen y se cree que tienen una interacción con los tejidos femeninos y contribuyen al mantenimiento de la calidad del semen por sus propiedades antioxidantes.